# Victoire van Frankrijk
Victoire Louise Maria Theresia van Frankrijk (Versailles, 11 mei 1733 - Triëst, 7 juni 1799), ook bekend als Madame Victoire, was het zevende kind en de vijfde dochter van koning Lodewijk XV van Frankrijk en koningin Maria Leszczyńska. De Franse Revolutie dwong haar in 1789 om met haar oudere zuster Marie Adélaïde Frankrijk te ontvluchten. Zij vestigde zich uiteindelijk in Italië. Victoire was een van de langstlevende kinderen van Lodewijk XV, alleen Marie Adelaïde overleefde haar een jaar.

## Biografie
Victoire werd geboren in het kasteel van Versailles ongeveer 20 km ten westen van Parijs.  Bij haar geboorte werd ze "Madame Quatrième" (haar oudere zuster prinses Marie Louise stierf in februari van haar geboortejaar), later werd ze Madame Victoire genoemd. Victoire werd niet opgevoed in Versailles maar werd op jonge leeftijd naar de Abdij van Fontevraud gestuurd.
Samen met haar oudere zuster Adélaïde vluchtte ze tijdens de Franse Revolutie naar Château de Bellevue in Meudon op 6 oktober 1789. Revolutionaire wetten tegen de Kerk dwongen de twee om op 20 februari 1791 te vluchten naar Italië. Ze werden op hun reis gearresteerd en een paar dagen gevangen gehouden in Arnay-le-Duc.  In Turijn aangekomen bezochten ze hun nicht Clothilde, een zuster van Lodewijk XVI, en de latere koningin van Sardinië. Ze vervolgden hun reis tot ze aankwamen in Rome op 16 april 1791. Als resultaat van de groeiende invloed van het Revolutionaire Frankrijk, reisden ze verder Italië door naar Napels, waar Maria Carolina van Oostenrijk, de oudere zuster van hun schoonzus Marie Antoinette, koningin was. 
Madame Victoire en Madame Adelaïde vervolgden hun reis in 1799. Na een verblijf op Korfoe en reisden ze naar Triëst, een stad in Noord-Italië. Hier stierf Victoire aan borstkanker.  Adélaïde stierf een jaar later in ballingschap in een Frans genootschap te Rome. Hun lichamen werden na het herstel van de Franse monarchie onder de regering van hun neef Lodewijk XVIII teruggehaald naar Frankrijk en bijgezet in de Saint-Denisbasiliek.

## Kwartierstaat (voorouders)
| Lodewijk van Frankrijk (1661-1711)         | Lodewijk van Frankrijk (1661-1711)         | Lodewijk van Frankrijk (1661-1711)         | Lodewijk van Frankrijk (1661-1711)         | Lodewijk van Frankrijk (1661-1711)         | Lodewijk van Frankrijk (1661-1711)         | Maria Anna Victoria van Beieren (1660-1690) | Maria Anna Victoria van Beieren (1660-1690) | Maria Anna Victoria van Beieren (1660-1690) | Maria Anna Victoria van Beieren (1660-1690) | Maria Anna Victoria van Beieren (1660-1690) | Maria Anna Victoria van Beieren (1660-1690) |                                          |                                          | Victor Amadeus II van Sardinië (1666-1732) | Victor Amadeus II van Sardinië (1666-1732) | Victor Amadeus II van Sardinië (1666-1732) | Victor Amadeus II van Sardinië (1666-1732) | Victor Amadeus II van Sardinië (1666-1732) | Victor Amadeus II van Sardinië (1666-1732) | Anne Marie van Orléans (1669-1728)    | Anne Marie van Orléans (1669-1728)    | Anne Marie van Orléans (1669-1728) | Anne Marie van Orléans (1669-1728) | Anne Marie van Orléans (1669-1728)       | Anne Marie van Orléans (1669-1728)       |                                          |                                          | Rafał Leszczyński (1650–1703)            | Rafał Leszczyński (1650–1703)            | Rafał Leszczyński (1650–1703) | Rafał Leszczyński (1650–1703) | Rafał Leszczyński (1650–1703)      | Rafał Leszczyński (1650–1703)      | Anna Leszczyńska (1660–1727)       | Anna Leszczyńska (1660–1727)       | Anna Leszczyńska (1660–1727)       | Anna Leszczyńska (1660–1727)       | Anna Leszczyńska (1660–1727)  | Anna Leszczyńska (1660–1727)  |                                             |                                             | Jan Karol Opaliński (1642-1695)             | Jan Karol Opaliński (1642-1695)             | Jan Karol Opaliński (1642-1695)             | Jan Karol Opaliński (1642-1695)             | Jan Karol Opaliński (1642-1695) | Jan Karol Opaliński (1642-1695) | Zofia Czarnkowska (1660-1701)   | Zofia Czarnkowska (1660-1701)   | Zofia Czarnkowska (1660-1701) | Zofia Czarnkowska (1660-1701) | Zofia Czarnkowska (1660-1701) | Zofia Czarnkowska (1660-1701) |  |  |  |  |  |  |  |  |  |  |  |  |  |  |  |  |  |  |  |  |  |  |  |  |  |  |  |  |  |  |  |  |  |  |  |  |  |  |  |  |  |  |  |  |  |  |  |  |
| Lodewijk van Frankrijk (1661-1711)         | Lodewijk van Frankrijk (1661-1711)         | Lodewijk van Frankrijk (1661-1711)         | Lodewijk van Frankrijk (1661-1711)         | Lodewijk van Frankrijk (1661-1711)         | Lodewijk van Frankrijk (1661-1711)         | Maria Anna Victoria van Beieren (1660-1690) | Maria Anna Victoria van Beieren (1660-1690) | Maria Anna Victoria van Beieren (1660-1690) | Maria Anna Victoria van Beieren (1660-1690) | Maria Anna Victoria van Beieren (1660-1690) | Maria Anna Victoria van Beieren (1660-1690) |                                          |                                          | Victor Amadeus II van Sardinië (1666-1732) | Victor Amadeus II van Sardinië (1666-1732) | Victor Amadeus II van Sardinië (1666-1732) | Victor Amadeus II van Sardinië (1666-1732) | Victor Amadeus II van Sardinië (1666-1732) | Victor Amadeus II van Sardinië (1666-1732) | Anne Marie van Orléans (1669-1728)    | Anne Marie van Orléans (1669-1728)    | Anne Marie van Orléans (1669-1728) | Anne Marie van Orléans (1669-1728) | Anne Marie van Orléans (1669-1728)       | Anne Marie van Orléans (1669-1728)       |                                          |                                          | Rafał Leszczyński (1650–1703)            | Rafał Leszczyński (1650–1703)            | Rafał Leszczyński (1650–1703) | Rafał Leszczyński (1650–1703) | Rafał Leszczyński (1650–1703)      | Rafał Leszczyński (1650–1703)      | Anna Leszczyńska (1660–1727)       | Anna Leszczyńska (1660–1727)       | Anna Leszczyńska (1660–1727)       | Anna Leszczyńska (1660–1727)       | Anna Leszczyńska (1660–1727)  | Anna Leszczyńska (1660–1727)  |                                             |                                             | Jan Karol Opaliński (1642-1695)             | Jan Karol Opaliński (1642-1695)             | Jan Karol Opaliński (1642-1695)             | Jan Karol Opaliński (1642-1695)             | Jan Karol Opaliński (1642-1695) | Jan Karol Opaliński (1642-1695) | Zofia Czarnkowska (1660-1701)   | Zofia Czarnkowska (1660-1701)   | Zofia Czarnkowska (1660-1701) | Zofia Czarnkowska (1660-1701) | Zofia Czarnkowska (1660-1701) | Zofia Czarnkowska (1660-1701) |  |  |  |  |  |  |  |  |  |  |  |  |  |  |  |  |  |  |  |  |  |  |  |  |  |  |  |  |  |  |  |  |  |  |  |  |  |  |  |  |  |  |  |  |  |  |  |  |
|                                            |                                            |                                            |                                            |                                            |                                            |                                             |                                             |                                             |                                             |                                             |                                             |                                          |                                          |                                            |                                            |                                            |                                            |                                            |                                            |                                       |                                       |                                    |                                    |                                          |                                          |                                          |                                          |                                          |                                          |                               |                               |                                    |                                    |                                    |                                    |                                    |                                    |                               |                               |                                             |                                             |                                             |                                             |                                             |                                             |                                 |                                 |                                 |                                 |                               |                               |                               |                               |  |  |  |  |  |  |  |  |  |  |  |  |  |  |  |  |  |  |  |  |  |  |  |  |  |  |  |  |  |  |  |  |  |  |  |  |  |  |  |  |  |  |  |  |  |  |  |  |
|                                            |                                            |                                            |                                            | Lodewijk van Frankrijk (1682-1712)         | Lodewijk van Frankrijk (1682-1712)         | Lodewijk van Frankrijk (1682-1712)          | Lodewijk van Frankrijk (1682-1712)          | Lodewijk van Frankrijk (1682-1712)          | Lodewijk van Frankrijk (1682-1712)          |                                             |                                             |                                          |                                          |                                            |                                            | Maria Adelheid van Savoye (1685-1712)      | Maria Adelheid van Savoye (1685-1712)      | Maria Adelheid van Savoye (1685-1712)      | Maria Adelheid van Savoye (1685-1712)      | Maria Adelheid van Savoye (1685-1712) | Maria Adelheid van Savoye (1685-1712) |                                    |                                    |                                          |                                          |                                          |                                          |                                          |                                          |                               |                               | Stanislaus Leszczyński (1677-1766) | Stanislaus Leszczyński (1677-1766) | Stanislaus Leszczyński (1677-1766) | Stanislaus Leszczyński (1677-1766) | Stanislaus Leszczyński (1677-1766) | Stanislaus Leszczyński (1677-1766) |                               |                               |                                             |                                             |                                             |                                             | Catharina Opalińska (1680-1747)             | Catharina Opalińska (1680-1747)             | Catharina Opalińska (1680-1747) | Catharina Opalińska (1680-1747) | Catharina Opalińska (1680-1747) | Catharina Opalińska (1680-1747) |                               |                               |                               |                               |  |  |  |  |  |  |  |  |  |  |  |  |  |  |  |  |  |  |  |  |  |  |  |  |  |  |  |  |  |  |  |  |  |  |  |  |  |  |  |  |  |  |  |  |  |  |  |  |
|                                            |                                            |                                            |                                            | Lodewijk van Frankrijk (1682-1712)         | Lodewijk van Frankrijk (1682-1712)         | Lodewijk van Frankrijk (1682-1712)          | Lodewijk van Frankrijk (1682-1712)          | Lodewijk van Frankrijk (1682-1712)          | Lodewijk van Frankrijk (1682-1712)          |                                             |                                             |                                          |                                          |                                            |                                            | Maria Adelheid van Savoye (1685-1712)      | Maria Adelheid van Savoye (1685-1712)      | Maria Adelheid van Savoye (1685-1712)      | Maria Adelheid van Savoye (1685-1712)      | Maria Adelheid van Savoye (1685-1712) | Maria Adelheid van Savoye (1685-1712) |                                    |                                    |                                          |                                          |                                          |                                          |                                          |                                          |                               |                               | Stanislaus Leszczyński (1677-1766) | Stanislaus Leszczyński (1677-1766) | Stanislaus Leszczyński (1677-1766) | Stanislaus Leszczyński (1677-1766) | Stanislaus Leszczyński (1677-1766) | Stanislaus Leszczyński (1677-1766) |                               |                               |                                             |                                             |                                             |                                             | Catharina Opalińska (1680-1747)             | Catharina Opalińska (1680-1747)             | Catharina Opalińska (1680-1747) | Catharina Opalińska (1680-1747) | Catharina Opalińska (1680-1747) | Catharina Opalińska (1680-1747) |                               |                               |                               |                               |  |  |  |  |  |  |  |  |  |  |  |  |  |  |  |  |  |  |  |  |  |  |  |  |  |  |  |  |  |  |  |  |  |  |  |  |  |  |  |  |  |  |  |  |  |  |  |  |
|                                            |                                            |                                            |                                            |                                            |                                            |                                             |                                             |                                             |                                             | Lodewijk XV van Frankrijk (1710-1774)       | Lodewijk XV van Frankrijk (1710-1774)       | Lodewijk XV van Frankrijk (1710-1774)    | Lodewijk XV van Frankrijk (1710-1774)    | Lodewijk XV van Frankrijk (1710-1774)      | Lodewijk XV van Frankrijk (1710-1774)      |                                            |                                            |                                            |                                            |                                       |                                       |                                    |                                    |                                          |                                          |                                          |                                          |                                          |                                          |                               |                               |                                    |                                    |                                    |                                    |                                    |                                    | Maria Leszczyńska (1703-1768) | Maria Leszczyńska (1703-1768) | Maria Leszczyńska (1703-1768)               | Maria Leszczyńska (1703-1768)               | Maria Leszczyńska (1703-1768)               | Maria Leszczyńska (1703-1768)               |                                             |                                             |                                 |                                 |                                 |                                 |                               |                               |                               |                               |  |  |  |  |  |  |  |  |  |  |  |  |  |  |  |  |  |  |  |  |  |  |  |  |  |  |  |  |  |  |  |  |  |  |  |  |  |  |  |  |  |  |  |  |  |  |  |  |
|                                            |                                            |                                            |                                            |                                            |                                            |                                             |                                             |                                             |                                             | Lodewijk XV van Frankrijk (1710-1774)       | Lodewijk XV van Frankrijk (1710-1774)       | Lodewijk XV van Frankrijk (1710-1774)    | Lodewijk XV van Frankrijk (1710-1774)    | Lodewijk XV van Frankrijk (1710-1774)      | Lodewijk XV van Frankrijk (1710-1774)      |                                            |                                            |                                            |                                            |                                       |                                       |                                    |                                    |                                          |                                          |                                          |                                          |                                          |                                          |                               |                               |                                    |                                    |                                    |                                    |                                    |                                    | Maria Leszczyńska (1703-1768) | Maria Leszczyńska (1703-1768) | Maria Leszczyńska (1703-1768)               | Maria Leszczyńska (1703-1768)               | Maria Leszczyńska (1703-1768)               | Maria Leszczyńska (1703-1768)               |                                             |                                             |                                 |                                 |                                 |                                 |                               |                               |                               |                               |  |  |  |  |  |  |  |  |  |  |  |  |  |  |  |  |  |  |  |  |  |  |  |  |  |  |  |  |  |  |  |  |  |  |  |  |  |  |  |  |  |  |  |  |  |  |  |  |
|                                            |                                            |                                            |                                            |                                            |                                            |                                             |                                             |                                             |                                             |                                             |                                             |                                          |                                          |                                            |                                            |                                            |                                            |                                            |                                            |                                       |                                       |                                    |                                    |                                          |                                          |                                          |                                          |                                          |                                          |                               |                               |                                    |                                    |                                    |                                    |                                    |                                    |                               |                               |                                             |                                             |                                             |                                             |                                             |                                             |                                 |                                 |                                 |                                 |                               |                               |                               |                               |  |  |  |  |  |  |  |  |  |  |  |  |  |  |  |  |  |  |  |  |  |  |  |  |  |  |  |  |  |  |  |  |  |  |  |  |  |  |  |  |  |  |  |  |  |  |  |  |
|                                            |                                            |                                            |                                            |                                            |                                            |                                             |                                             |                                             |                                             |                                             |                                             |                                          |                                          |                                            |                                            |                                            |                                            |                                            |                                            |                                       |                                       |                                    |                                    |                                          |                                          |                                          |                                          |                                          |                                          |                               |                               |                                    |                                    |                                    |                                    |                                    |                                    |                               |                               |                                             |                                             |                                             |                                             |                                             |                                             |                                 |                                 |                                 |                                 |                               |                               |                               |                               |  |  |  |  |  |  |  |  |  |  |  |  |  |  |  |  |  |  |  |  |  |  |  |  |  |  |  |  |  |  |  |  |  |  |  |  |  |  |  |  |  |  |  |  |  |  |  |  |
| Louise Elisabeth van Frankrijk (1727-1759) | Louise Elisabeth van Frankrijk (1727-1759) | Louise Elisabeth van Frankrijk (1727-1759) | Louise Elisabeth van Frankrijk (1727-1759) | Louise Elisabeth van Frankrijk (1727-1759) | Louise Elisabeth van Frankrijk (1727-1759) |                                             |                                             | Henriëtte Anne van Frankrijk (1727-1752)    | Henriëtte Anne van Frankrijk (1727-1752)    | Henriëtte Anne van Frankrijk (1727-1752)    | Henriëtte Anne van Frankrijk (1727-1752)    | Henriëtte Anne van Frankrijk (1727-1752) | Henriëtte Anne van Frankrijk (1727-1752) |                                            |                                            | Lodewijk van Frankrijk (1729-1765)         | Lodewijk van Frankrijk (1729-1765)         | Lodewijk van Frankrijk (1729-1765)         | Lodewijk van Frankrijk (1729-1765)         | Lodewijk van Frankrijk (1729-1765)    | Lodewijk van Frankrijk (1729-1765)    |                                    |                                    | Marie Adélaïde van Frankrijk (1732−1800) | Marie Adélaïde van Frankrijk (1732−1800) | Marie Adélaïde van Frankrijk (1732−1800) | Marie Adélaïde van Frankrijk (1732−1800) | Marie Adélaïde van Frankrijk (1732−1800) | Marie Adélaïde van Frankrijk (1732−1800) |                               |                               | Victoire van Frankrijk (1733−1799) | Victoire van Frankrijk (1733−1799) | Victoire van Frankrijk (1733−1799) | Victoire van Frankrijk (1733−1799) | Victoire van Frankrijk (1733−1799) | Victoire van Frankrijk (1733−1799) |                               |                               | Sophie Philippine van Frankrijk (1734−1782) | Sophie Philippine van Frankrijk (1734−1782) | Sophie Philippine van Frankrijk (1734−1782) | Sophie Philippine van Frankrijk (1734−1782) | Sophie Philippine van Frankrijk (1734−1782) | Sophie Philippine van Frankrijk (1734−1782) |                                 |                                 | 1 broer en 3 zusters            | 1 broer en 3 zusters            | 1 broer en 3 zusters          | 1 broer en 3 zusters          | 1 broer en 3 zusters          | 1 broer en 3 zusters          |  |  |  |  |  |  |  |  |  |  |  |  |  |  |  |  |  |  |  |  |  |  |  |  |  |  |  |  |  |  |  |  |  |  |  |  |  |  |  |  |  |  |  |  |  |  |  |  |